# Мечът на съдбата
„Мечът на съдбата“ (на японски: 大菩薩峠) е японски филм от 1966 година на режисьора Кихачи Окамото.
Сценарият на Шинобу Хашимото е базиран на началото на едноименна книга на Каизан Наказато, смятана със своите 41 тома за най-дългия японски роман за своето време. Той разказва за майстор на меча от последните години на епохата Едо, който губи разсъдъка си и в известната финална сцена избива десетки свои доскорошни съратници. Главните роли се изпълняват от Тацуя Накадаи, Мичийо Аратама, Юдзо Каяма.